# Islay House
 (février 2023).
Islay House est une maison de campagne de catégorie A près de Bridgend, Islay, dans le comté d'Argyll, dans l'ouest de l'Écosse, sur les rives du Loch Indaal.

## Histoire et architecture
Connue à l'origine sous le nom de Kilarrow House, elle est construite pour Hugh Campbell de Cawdor, Nairnshire vers 1677. Elle est vendue en 1726 avec la plupart d'Islay et du Jura à Daniel Campbell de Shawfield et Woodhall qui ajoute les ailes vers 1737. Les tours d'escalier sont ajoutées par Daniel Campbell, son successeur vers 1760 lorsqu'elle est rebaptisée Islay House. Elle est prolongée à nouveau pour Walter Frederick Campbell. Les Campbell font faillite en 1847.
Elle est acquise en 1853 par James Morrison de Basildon Park, Berkshire. Les bureaux et les logements des domestiques sont ajoutés entre 1841 et 1845 par William Henry Playfair. Certains des bâtiments Playfair sont démolis en 1910 lorsqu'une aile de pépinière de 2 étages est ajoutée par l'architecte Detmar Blow.
En 1980, la reine Élisabeth II effectue une visite privée à la maison avec le prince Charles, le prince Edward et la princesse Margaret. En tant que fille de Lord Margadale, l'honorable Mary Morrison est une dame d'honneur de la reine.
En 1985, la maison est vendue au capitaine Thomas Friedrich de la marine américaine et en 2014, elle est achetée par de nouveaux propriétaires qui décident d'y ouvrir un hôtel.